# Télam

Logo von Télam

Télam war eine staatliche argentinische Nachrichtenagentur, die von 1945 bis 2024 betrieben wurde.

## Geschichte
Die Télam wurde am 14. April 1945 unter dem Namen Telenoticiosa Americana gegründet. Die Agentur entstand während der Regierungszeit Edelmiro Julián Farrells und Juan Domingo Peróns, um der Dominanz der beiden nordamerikanischen Nachrichtenagenturen United Press International (UPI) und Associated Press (AP) im Rahmen der Nachrichtenkontrolle einen nationalen Gegenpol gegenüberzustellen. Erster Direktor war Gerónimo Jutronich. Das erste Büro des Unternehmens befand sich in der Avenida 25 de Mayo 140. Die Agentur war zu Beginn ein teils staatliches, teils aus privaten Kapitalgebern geprägtes Joint Venture. Am 30. Mai 1963 wurde die Télam durch ein präsidentielles Dekret aufgelöst. Am 24. Juni 1968 wurde sie als staatliches Unternehmen (spanisch: Sociedad del Estado) neu gegründet. Einziger Aktionär wurde die Secretaría de Medios de Comunicación.
Die Télam verfügte über rund 300 Abonnenten für den von ihr angebotenen journalistischen Service. Darunter befanden sich die landesweit größten Presseorgane, ebenso wie auch kleinere lokale Medien, die Télam als primäre Nachrichtenquelle nutzen. Das nationale Korrespondentennetz bestand aus 28 Personen und erstreckte sich über ganz Argentinien. Die Télam beschäftigte zeitweise bis zu 700 Mitarbeiter, von denen etwas mehr als die Hälfte journalistisch arbeiteten.
2018 konnte die Télam sich nur durch die Entlassung des Großteils der Mitarbeiter vor der Insolvenz retten. Ihr journalistisches Angebot musste die Télam entsprechend einschränken.
Nach dem Antritt Javier Mileis als Präsident Argentiniens setzte dieser große Streichungen bei den staatlichen Ausgaben um. Davon war auch die Télam betroffen, die seiner Einschätzung nach unwirtschaftlich arbeitete. Drei Monate nach Antritt setzte er die Tätigkeit der Agentur im März 2024 aus. Im Juli 2024 wandelte er sie in die staatliche Werbeagentur Agencia de Publicidad del Estado um.